# Aspen Music Festival and School
L'Aspen Music Festival and School è considerato uno dei migliori festival di musica classica negli Stati Uniti, noto sia per la sua programmazione di concerti che per la formazione musicale, per lo più, di studenti di musica giovani-adulti. Fondato nel 1949, la tipica stagione estiva di otto settimane comprende più di 300 eventi di musica classica, tra cui concerti di cinque orchestre, esecuzioni di solisti e di musica da camera, produzioni operistiche complete, corsi di perfezionamento, conferenze e programmi per bambini e richiama circa 70.000 spettatori. In inverno, il AMFS presenta una piccola serie di recital e proiezioni in HD di Opere dal Vivo del Metropolitan.
Strutturato come un campo di addestramento per musicisti classici giovani-adulti, l'AMFS attira più di 600 studenti provenienti da oltre 40 paesi, con un'età media di 23 anni. Mentre sono ad Aspen, gli studenti partecipano alle lezioni, coaching e agli spettacoli pubblici nelle orchestre, nei teatri lirici ed alla musica da camera, a volte suonando fianco a fianco con gli artisti/docenti dell'AMFS.
L'organizzazione è attualmente guidata dal Presidente e CEO Alan Fletcher e dal direttore musicale Robert Spano.

## Storia
L'Aspen Music Festival and School fu fondato nel 1949 dagli imprenditori di Chicago Walter ed Elizabeth Paepcke, come una celebrazione di due settimane del bicentenario dello scrittore tedesco del XVIII secolo Johann Wolgang von Goethe. La manifestazione, che comprendeva sia i forum intellettuali che gli spettacoli musicali, fu un tale successo che portò alla formazione sia dell'Aspen Institute che dell'Aspen Music Festival and School.
Nelle estati che seguirono, i musicisti partecipanti tornarono, portando i loro studenti di musica e fu istituita la fondazione per l'AMFS come è conosciuta oggi. Nel 1951 la Scuola iscrisse la sua prima classe ufficiale, con 183 studenti di musica. Nello stesso anno, Igor Stravinsky divenne il primo direttore a presentare le proprie opere con il Festival.
I musicisti fondatori iniziali comprendono il baritono Mack Harrell (padre del violoncellista Lynn Harrell) ed il violinista Roman Totenberg (padre della corrispondente legale del NPR Nina Totenberg). Le prime prestazioni in evidenza videro l'allora studente James Levine che diresse l'opera Albert Herring di Benjamin Britten nel 1964, in coincidenza con la visita di Britten a Aspen quell'estate per accettare un premio dalla Aspen Institute. Nel 1965 Duke Ellington e la sua orchestra vennero all'AMFS per eseguire un concerto di beneficenza. Nel 1971 Dorothy DeLay si unì agli artisti/docenti degli archi dell'AMFS ed ha attirò più di 200 studenti in una sola estate per il suo programma. Nel 1975 Aaron Copland venne ad Aspen come compositore residente, in occasione del suo 75º compleanno. Nel 1980, John Denver si esibì con l'Aspen Festival Orchestra per il suo special TV Music and the Mountains, che andò in onda l'anno successivo sulla ABC. Molti membri artisti/docenti hanno anche registrato i loro album, mentre si trovavano ad Aspen, tra questi l'Emerson String Quartet, che registrò il set di 5 dischi  Shostakovich: The String Quartets dai locali dell'AMFS Harris Concert Hall e vinse il Grammy Award 2000 per il miglior album classico.

### Direttori musicali
- 1954: William Steinberg[17]
- 1955: Hans Schweiger
- 1956-1961: Izler Solomon[18]
- 1962: Walter Susskind[19]
- 1963: Szymon Goldberg
- 1964-1968: Walter Susskind
- 1970-1990: Jorge Mester[20]
- 1991-1997: Lawrence Foster[21]
- 1998-2009: David Zinman[22]
- 2012–Attuale: Robert Spano[6]

## Programmi educativi
L'Aspen Music Festival and School offre ai giovani musicisti una scelta di dodici programmi di studio: Orchestra, studio Quintetto d'Ottoni, il Finckel-Wu Han Chamber Music Studio, Pianoforte Solo, Pianoforte collaborativo, Formazione Opera Lirica, l'Aspen Opera Theater Center, l'American Academy of Conducting di Aspen, il Centro di Studi di composizione Susan e Ford Schumann, l'Aspen Contemporary Ensemble, il Centro per Studi Avanzati del Quartetto e chitarra classica.

## Servizi

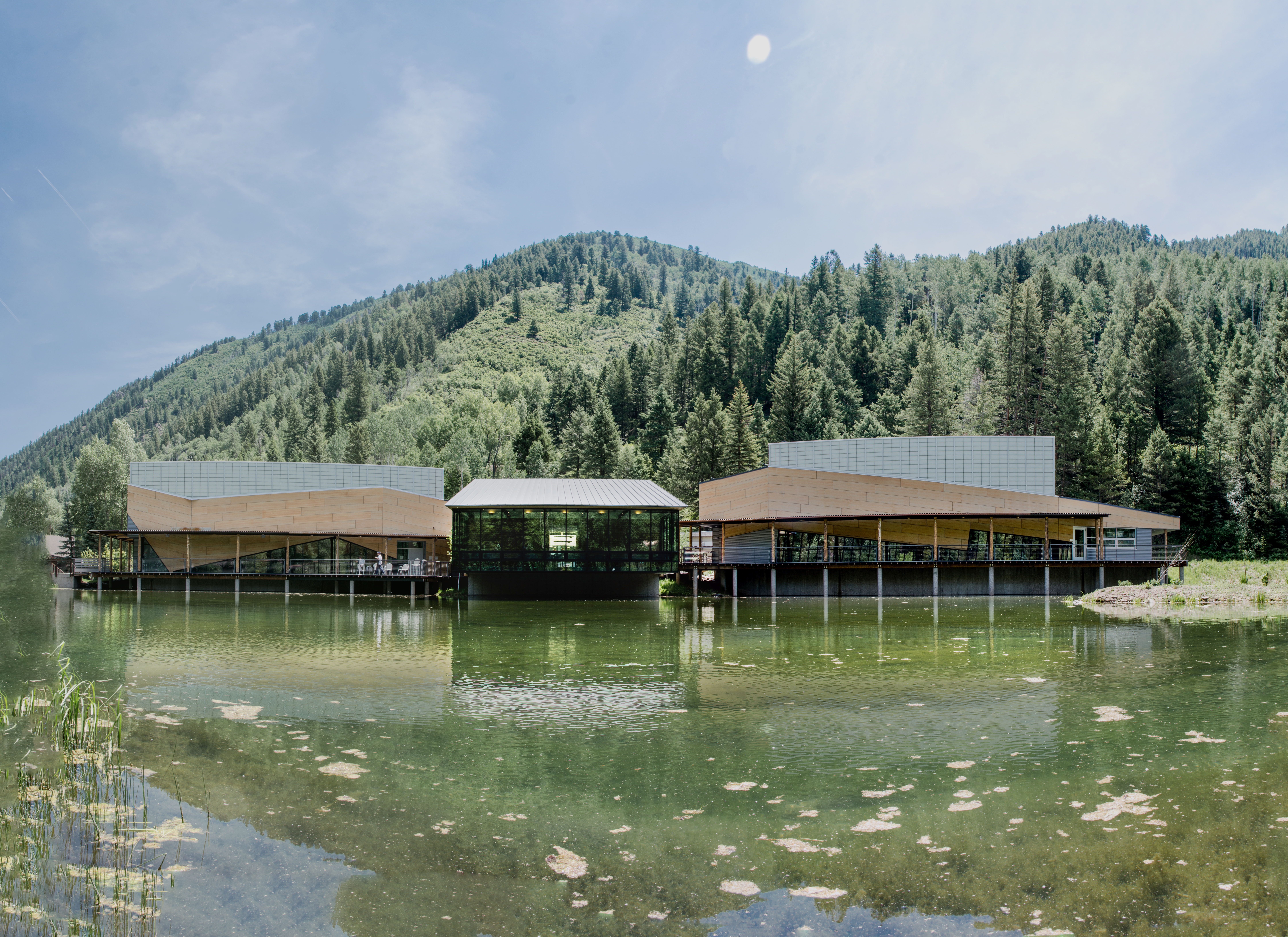
The "Pond Cluster" at the Matthew and Carolyn Bucksbaum Campus

La Benedict Music Tent, che aprì nel 2000, è la sede primaria dei concerti del Festival ed ospita 2050 spettatori. La nuova tenda ne ha sostituito una in precedenza progettata da Herbert Bayer, che nel 1965 aveva sostituito la tenda originale più piccola disegnata da Eero Saarinen. I concerti si tengono nella Benedict Music Tent su base quasi quotidiana durante l'estate e i posti a sedere sul prato appena fuori dalla tenda, dove molti scelgono di fare un picnic durante gli eventi, sono sempre liberi. Il progetto ha i lati aperti; il tetto curvo è realizzato in fibra di vetro rivestito in teflon, un materiale rigido utilizzato anche dal Aeroporto Internazionale di Denver.
La Concert Hall Joan e Irving Harris da 500 posti si trova accanto alla Benedict Music Tent ed è stato inaugurato nel 1993 ad un costo di $ 7 milioni. La Wheeler Opera House un locale di era vittoriana di proprietà del Comune di Aspen, è la sede delle produzioni del Centro Aspen Opera Theater in estate e dell'AMFS Metropolitan Opera Live nelle proiezioni HD d'inverno.
Nel 2013, il AMFS completato la prima fase di costruzione per il suo nuovo Campus Matthew e Carolyn Bucksbaum, $70 milioni, 9754,82 metri quadrati. Il Campus, situato a due miglia dal centro di Aspen, si trova su un sito di 15,38 ettari che è condiviso tra il AMFS in estate e l'Aspen Country Day School durante l'anno accademico. Progettate dall'architetto Harry Teague, autore anche dell'Harris Concert Hall e della Benedict Music Tent, le nuove aggiunte al Campus Bucksbaum comprendono due sale prove, studi di insegnamento, stanze per la pratica e un edificio per le percussioni. Il Campus è stato progettato tenendo presente l'ambiente naturale di Aspen, la creazione della linea del tetto dell'edificio rispecchia le forme della montagna circostante e la creazione di file di sale di prova che servono anche come muri di sostegno in guardia contro eventuali colate di fango. Oltre alle strutture degli studenti, il Campus Bucksbaum è anche la sede del personale amministrativo dell'AMFS durante tutto l'anno per. La prossima fase di costruzione sarà completata durante l'estate 2016.

## Stagione 2016
L'estate del 2016 sarà la 68ª stagione dell'Aspen Music Festival and School, con il soprano Renée Fleming in programma per l'apertura del Festival di domenica. La scaletta estiva prevede anche esibizioni di Sarah Chang, Midori, Edgar Meyer e Christian McBride, Orli Shaham, Joshua Bell, Gil Shaham, Alisa Weilerstein, Yefim Bronfman, David Finckel e Wu Han, Daniel Hope, Takács Quartet, Joyce Yang, Jeremy Denk, Jennifer Koh, l'Emerson String Quartet ed altri solisti e gruppi. È anche in programma l'esibizione di Smokey Robinson, presentato dall'AMFS in collaborazione col Jazz Aspen Snowmass.
Diversi eventi per tutta l'estate rifletteranno sul tema della stagione, "Invito alla danza", come ad esempio una esecuzione dell'El amor brujo di Falla accompagnato dai ballerini del Siudy Flamenco Dance Theater, un recital di tango del Quintetto Héctor del Curto, uno spettacolo delle Danze Sinfoniche di Rachmaninoff, eseguite dall'Orchestra dell'Aspen Festival e altro ancora.
La stagione 2016 prevede anche una performance semi-scenica dell'opera L'Amour de loin di Kaija Saariaho, così come tre produzioni interamente messe in scena dall'Aspen Opera Center: La bohème di Giacomo Puccini, Un matrimonio di William Bolcom, e Béatrice et Bénédict di Hector Berlioz. La stagione si chiuderà il 21 agosto con i Carmina Burana di Carl Orff, eseguita dall'Aspen Festival Orchestra, il Coro dell'Orchestra sinfonica del Colorado e la Chorale dei Bambini di Colorado.